# 佐洛恰尼
佐洛恰尼，是匈牙利佐洛州所辖的一个村，总面积16.07平方公里，总人口1011，人口密度62.9人/平方公里（2010年1月1日）。